# Jinjiang (socken i Kina, Sichuan, lat 30,20, long 103,87)
Jinjiang (kinesiska: 锦江乡, 锦江) är en socken i Kina. Den ligger i provinsen Sichuan, i den sydvästra delen av landet, omkring 55 kilometer söder om provinshuvudstaden Chengdu.
Genomsnittlig årsnederbörd är 1 367 millimeter. Den regnigaste månaden är juli, med i genomsnitt 383 mm nederbörd, och den torraste är januari, med 12 mm nederbörd.